# خثية الخلايا المتطاولة
خثية الخلايا المتطاولة (بالإنجليزية: Bryocella elongata)‏ هي نوع من البكتيريا، سلبية الغرام، تتبع الخثية الخلايا.